# Governo Rumor IV
Il Governo Rumor IV è stato il ventinovesimo esecutivo della Repubblica Italiana, il secondo della VI legislatura.
Rimase in carica dall'8 luglio 1973 al 15 marzo 1974 per un totale di 250 giorni, ovvero 8 mesi e 7 giorni.

## Storia
Accanto ai soliti temi dell'unità antifascista, del referendum sul divorzio, delle riforme e dell'economia, nella crisi del 1973 si inserisce l'ulteriore questione della libertà di stampa. Le preoccupazioni nascono dal passaggio del 50% delle azioni de Il Messaggero e Il Secolo XIX a Edilio Rusconi, editore chiacchierato come fascista per aver pubblicato libri invisi alla cultura di sinistra come Il Signore degli Anelli di Tolkien, Il mito del mondo nuovo di Eric Voegelin e Filosofia della reazione di Armando Plebe. Parlando della lotta al neofascismo Francesco De Martino pone infatti il problema di colpire non solo gli ispiratori politici della destra eversiva ma anche i suoi finanziatori. Libertà di stampa, economia e antifascismo sono le condizioni che il PSI pone per la sua partecipazione ad un governo che nasce sotto i buoni auspici della ritrovata unità di centro-sinistra e numerosi problemi da affrontare, tra i quali il completamento della riforma tributaria e la svalutazione della lira con la conseguente speculazione sui prezzi al consumo. Orientato a un deciso riformismo il governo viene travolto e cade sulla spinta dello scandalo dei petroli.

## Compagine di governo

### Sostegno parlamentare
| Camera dei Deputati | Camera dei Deputati | Seggi                |
| ------------------- | --- | -------------------- |
|                     | Democrazia Cristiana Partito Socialista Italiano Partito Socialdemocratico Italiano Partito Repubblicano Italiano Südtiroler Volkspartei Union Valdôtaine Totale Maggioranza | 266 61 29 15 3 1 375 |
|                     | Partito Comunista Italiano Movimento Sociale Italiano-Destra Nazionale Partito Liberale Italiano Totale Opposizione                                                          | 179 56 20 255        |
| Totale              | Totale | 630                  |

| Senato della Repubblica | Senato della Repubblica | Seggi               |
| ----------------------- | --- | ------------------- |
|                         | Democrazia Cristiana Partito Socialista Italiano Partito Socialdemocratico Italiano Partito Repubblicano Italiano Südtiroler Volkspartei Union Valdôtaine Totale Maggioranza | 135 33 11 8 2 1 190 |
|                         | Partito Comunista Italiano Movimento Sociale Italiano-Destra Nazionale PSI di Unità Proletaria Sinistra Indipendente Partito Liberale Italiano Totale Opposizione            | 74 26 11 9 5 125    |
| Totale                  | Totale | 315                 |

### Appartenenza politica
- Democrazia Cristiana: Presidente del Consiglio, 16 ministri, 32 sottosegretari
- Partito Socialista Italiano: 6 ministri, 15 sottosegretari
- Partito Socialista Democratico Italiano: 4 ministri, 9 sottosegretari
- Partito Repubblicano Italiano: 2 ministri, 2 sottosegretari

### Provenienza geografica
| Regione               | Presidente | Ministri | Sottosegretari | Totale |
| --------------------- | ---------- | -------- | -------------- | ------ |
| Veneto                | 1          | 2        | 3              | 6      |
| Sicilia               | -          | 5        | 5              | 10     |
| Lombardia             | -          | 3        | 6              | 9      |
| Puglia                | -          | 1        | 8              | 9      |
| Lazio                 | -          | 4        | 3              | 7      |
| Calabria              | -          | 1        | 5              | 6      |
| Campania              | -          | 1        | 5              | 6      |
| Toscana               | -          | 3        | 2              | 5      |
| Emilia-Romagna        | -          | 1        | 4              | 5      |
| Liguria               | -          | 2        | 2              | 4      |
| Basilicata            | -          | 1        | 3              | 4      |
| Piemonte              | -          | -        | 4              | 4      |
| Sardegna              | -          | 1        | 2              | 3      |
| Marche                | -          | -        | 3              | 3      |
| Friuli-Venezia Giulia | -          | 1        | 2              | 3      |
| Molise                | -          | 1        | -              | 1      |
| Trentino-Alto Adige   | -          | 1        | -              | 1      |
| Abruzzo               | -          | -        | 1              | 1      |

## Composizione
| Presidenza del Consiglio dei ministri                                                               | Presidenza del Consiglio dei ministri | Presidenza del Consiglio dei ministri | Presidenza del Consiglio dei ministri | Presidenza del Consiglio dei ministri |
| Carica                                                                                              | Titolare                              | Titolare                              | Titolare                              | Sottosegretario di Stato alla Presidenza del Consiglio                                                                                               |
| --------------------------------------------------------------------------------------------------- | ------------------------------------- | ------------------------------------- | ------------------------------------- | --- |
| Presidente del Consiglio dei ministri                                                               |                                       |                                       | Mariano Rumor (DC)                    | - Adolfo Sarti (DC) - Giuseppe Azzaro (DC) - Francesco Compagna (PRI) - Salvatore De Matteis (PSI) - Guglielmo Nucci (DC) - Sebastiano Vincelli (DC) |
| Ministri senza portafoglio                                                                          |                                       |                                       |                                       | |
| Ambiente                                                                                            |                                       |                                       | Achille Corona (PSI)                  | Achille Corona (PSI) |
| Beni culturali                                                                                      |                                       |                                       | Camillo Ripamonti (PSDI)              | Camillo Ripamonti (PSDI) |
| Compiti politici particolari e di coordinamento della presidenza della delegazione italiana all'ONU |                                       |                                       | Giuseppe Lupis (PSDI)                 | Giuseppe Lupis (PSDI) |
| Compiti politici particolari ed enti vigilati dalla Presidenza del Consiglio                        |                                       |                                       | Dionigi Coppo (DC)                    | Dionigi Coppo (DC) |
| Interventi straordinari nel Mezzogiorno                                                             |                                       |                                       | Carlo Donat-Cattin (DC)               | Carlo Donat-Cattin (DC) |
| Problemi relativi all'attuazione delle regioni                                                      |                                       |                                       | Mario Toros (DC)                      | Mario Toros (DC) |
| Rapporti fra Governo e Parlamento                                                                   |                                       |                                       | Giovanni Gioia (DC)                   | Giovanni Gioia (DC) |
| Ricerca scientifica                                                                                 |                                       |                                       | Pietro Bucalossi (PRI)                | Pietro Bucalossi (PRI) |
| Riforma della pubblica amministrazione                                                              |                                       |                                       | Silvio Gava (DC)                      | Silvio Gava (DC) |
| Ministero                                                                                           | Ministri                              | Ministri                              | Ministri                              | Sottosegretari di Stato |
| Affari esteri                                                                                       |                                       |                                       | Aldo Moro (DC)                        | - Cesare Bensi (PSI) - Luigi Granelli (DC) - Mario Pedini (DC)                                                                                       |
| Interno                                                                                             |                                       |                                       | Paolo Emilio Taviani (DC)             | - Bruno Lepre (PSI) - Ernesto Pucci (DC) - Umberto Righetti (PSDI) - Vincenzo Russo (DC)                                                             |
| Grazia e giustizia                                                                                  |                                       |                                       | Mario Zagari (PSI)                    | - Erminio Pennacchini (DC) |
| Bilancio e programmazione economica                                                                 |                                       |                                       | Antonio Giolitti (PSI)                | - Tommaso Morlino (DC) |
| Finanze                                                                                             |                                       |                                       | Emilio Colombo (DC)                   | - Giuseppe Amadei (PSDI) - Gianuario Carta (DC) - Salvatore Lima (DC) - Giuseppe Macchiavelli (PSI)                                                  |
| Tesoro                                                                                              |                                       |                                       | Ugo La Malfa (PRI)                    | - Renato Colombo (PSI) - Francesco Fabbri (DC) - Bonaventura Picardi (DC) - Attilio Ruffini (DC) - Dante Schietroma (PSDI)                           |
| Difesa                                                                                              |                                       |                                       | Mario Tanassi (PSDI)                  | - Pietro Buffone (DC) - Vito Lattanzio (DC) - Michele Pellicani (PSI)                                                                                |
| Pubblica istruzione                                                                                 |                                       |                                       | Franco Maria Malfatti (DC)            | - Alberto Bemporad (PSDI) - Renato Dell'Andro (DC) - Vito Vittorio Lenoci (PSI) - Francesco Smurra (DC)                                              |
| Lavori pubblici                                                                                     |                                       |                                       | Salvatore Lauricella (PSI)            | - Gian Aldo Arnaud (DC) - Salvatore Cottoni (PSDI) - Vincenzo Scarlato (DC)                                                                          |
| Agricoltura e foreste                                                                               |                                       |                                       | Mario Ferrari Aggradi (DC)            | - Luigi Angrisani (PSDI) - Michele Cifarelli (PRI) - Elvio Alfonso Attilio Salvatore (DC)                                                            |
| Trasporti e aviazione civile                                                                        |                                       |                                       | Luigi Preti (PSDI)                    | - Onorio Cengarle (DC) - Cornelio Masciadri (PSI) |
| Poste e telecomunicazioni                                                                           |                                       |                                       | Giuseppe Togni (DC)                   | - Luigi Giglia (DC) - Renato Massari (PSDI) - Mario Vignola (PSI)                                                                                    |
| Industria, commercio e artigianato                                                                  |                                       |                                       | Ciriaco De Mita (DC)                  | - Giuseppe Averardi (PSDI) - Manfredi Bosco (DC) - Stefano Servadei (PSI)                                                                            |
| Sanità                                                                                              |                                       |                                       | Luigi Gui (DC)                        | - Giorgio Guerrini (PSI) - Enrico Spadola (DC) - Mario Valiante (DC)                                                                                 |
| Commercio con l'estero                                                                              |                                       |                                       | Gianmatteo Matteotti (PSDI)           | - Attilio Ferrari (PSI) - Giulio Orlando (DC) |
| Marina mercantile                                                                                   |                                       |                                       | Giovanni Pieraccini (PSI)             | - Giovanni Maria Venturi (DC) |
| Partecipazioni statali                                                                              |                                       |                                       | Antonino Pietro Gullotti (DC)         | - Francesco Principe (PSI) |
| Lavoro e previdenza sociale                                                                         |                                       |                                       | Luigi Bertoldi (PSI)                  | - Bruno Corti (PSDI) - Danilo De' Cocci (DC) - Alberto Del Nero (DC) - Franco Foschi (DC)                                                            |
| Turismo e spettacolo                                                                                |                                       |                                       | Nicola Signorello (DC)                | - Paolo Cavezzali (PSI) - Edoardo Speranza (DC) |

## Cronologia

### 1973

#### Giugno
- 14-18 giugno: all'indomani delle dimissioni di Andreotti, Giovanni Leone avvia un primo giro di consultazioni tutt'altro che facile. Nelle stesse ore le quotazioni dei mercati valutari registrano una svalutazione media della lira del 22%, con una punta del 30,45% nei confronti del marco tedesco. Si parla delle dimissioni di Guido Carli ma il governatore della Banca d'Italia smentisce, attribuendo il problema della moneta alla politica del Governo dimissionario. Il ministro uscente Giovanni Malagodi è accusato a sua volta di non aver opposto provvedimenti di difesa della lira per i suoi interessi politici verso il pentapartito, una grande maggioranza a cinque DC, PSI, PSDI, PRI, PLI, ipotesi al momento ritenuta fantascientifica. La direzione della DC dà comunque il via libera a Rumor per la ricostituzione di un centro-sinistra organico cui si dichiarano subito disponibili PSI, PSDI e PRI.[7]
- 17 giugno: Amintore Fanfani torna dopo 14 anni alla guida della DC. Il nuovo segretario è eletto dal Consiglio nazionale per acclamazione. Convocata per il pomeriggio la direzione del partito per l'esame della situazione politica e la soluzione alla crisi di Governo.[8]
- 20-21 giugno: Mariano Rumor riceve l'incarico di formare il nuovo governo. Il presidente incaricato incontra le delegazioni di tutti i partiti di opposizione e si vede con esponenti del mondo industriale ed economico. Nei programmi del governo punti qualificanti sono il completamento della riforma tributaria, un vasto condono fiscale (2.000 miliardi di entrate a fronte dell'azzeramento di migliaia di pratiche pendenti), e un potenziamento dell'anagrafe tributaria e del catasto urbano per la puntuale esazione delle imposte sulla casa.[9]

Luigi Barzini

- 27-29 giugno: esplode il caso de Il Messaggero e Il Secolo XIX, la cui proprietà è passata al 50% all'editore Edilio Rusconi. Ferdinando Perrone, ex proprietario rimasto alla presidenza della società editoriale dei due quotidiani, annuncia la nomina a direttore degli stessi di Luigi Barzini, ex deputato liberale, al posto del cugino, Alessandro Perrone. Giornalisti e maestranze dei due giornali entrano in agitazione contro la nomina, che viene contestata in quanto il presidente non ha l'autorità di effettuarla senza il mandato del consiglio di amministrazione. La vicenda si inserisce nel dibattito sulla crisi di Governo. La nomina di un liberale alla direzione di due giornali particolarmente vicini al centro-sinistra è giudicato da socialisti e democristiani di sinistra come una sfida all'opinione pubblica democratica.[10]
- 28 giugno: su istanza del tribunale di Genova la Corte costituzionale dichiara illegittimo l'articolo 781 del codice civile che vieta le donazioni tra i coniugi. Secondo la corte l'inferiorità della moglie rispetto all'autorità del marito è un relitto storico.[11]

#### Luglio
- 2 luglio: a seguito di un provvedimento di urgenza emesso dal tribunale civile, Luigi Barzini si ripresenta nella sede de Il Messaggero, accompagnato dai suoi legali, per prendere possesso dell'ufficio del direttore, ma viene respinto per la seconda volta dal direttore in carica, che ha presentato ricorso. Il settimanale Aut pubblica alcuni retroscena sulla vicenda de Il Messaggerocitando fonti d'oltreoceano sul periodico socialista.
- 3 luglio: al termine di una laboriosa trattativa che ai problemi citati ha compreso la riforma della RAI e la revisione del fermo di polizia nel complesso di una riforma più estesa delle norme di polizia, il comitato centrale del PSI decide di entrare nell'esecutivo: si astengono i manciniani mentre Riccardo Lombardi vota contro ritenendo più opportuno un appoggio esterno.
- 7 luglio: Rumor scioglie la riserva e presenta la lista dei ministri di un centro-sinistra organico DC, PSI, PSDI, PRI. La triade economica è composta da Ugo La Malfa al tesoro, Emilio Colombo alle finanze e Antonio Giolitti al bilancio. Aldo Moro torna al Ministero degli Esteri, Paolo Emilio Taviani confermato agli Interni.[12]
- 11 luglio: pubblicata dal Secolo d'Italia desta scalpore una lettera ufficiale inviata dal MSI alle ambasciate dei paesi membri del Patto atlantico e al segretario generale della NATO per sensibilizzare l'alleanza "sui gravi pericoli che l'intensificazione della campagna contro la destra comporta". Inviata nei giorni in cui si discuteva l'autorizzazione a procedere contro Giorgio Almirante, la lettera fa presente che la maggioranza (al momento in cui viene scritta quella del Governo di centro-destra) cesserebbe di esistere se il partito venisse colpito dai reiterati tentativi di scioglimento.[13]
- 16-20 luglio: il Governo si presenta in Parlamento. La fiducia viene accordata 190 voti contro 120 al Senato, 371 voti contro 242 alla Camera.[14]
- 24 luglio: Consiglio dei ministri: il Governo vara cinque decreti legge che "congelano" per un anno i listini industriali, vincolano i prezzi degli alimentari ai livelli di luglio fino al 31 ottobre e blocca gli affitti fino al 31 gennaio per gli inquilini con reddito inferiore ai 4 milioni annui. Immediatamente esecutivi, i decreti sono presentati parte alla Camera, parte al Senato, dove la larga maggioranza consente di fidare nella loro sicura conversione in legge entro il termine dei due mesi di validità. Su istanza della Federazione della stampa, dei sindacati e del comitato di redazione, il Pretore del lavoro di Roma dichiara illegittima la nomina di Luigi Barzini alla direzione de Il Messaggero per comportamento anti-sindacale da parte del presidente della società editoriale e dell'editore Rusconi.[15]
- 27-29 luglio: comitato centrale del PCI: approvata all'unanimità la relazione di Enrico Berlinguer e la condotta seguita dal partito nella crisi di Governo. L'assise approva alcune proposte per integrare i decreti contro il carovita come l'esenzione fiscale delle pensioni fino a 1.800.000 lire annue e incentivi alle piccole e medie imprese del Meridione.[16]
- 29 luglio-7 agosto: inizia un'agitazione dei gestori delle pompe di benzina per una rivisitazione dei margini di guadagno. Un primo sciopero è differenziato tra le pompe di città, che chiudono dalle 20:30 del 28 luglio alle 7 del 1º  agosto, e quelle autostradali, dalle 6 alle 22 del 1º  agosto. Le scorte fanno presto ad esaurirsi per la corsa al pieno ma i rifornimenti da parte delle compagnie sono regolari solo per la rete distributiva dell'AGIP. Si chiede un intervento diretto del Governo per discutere la richiesta dei fornitori di procedere a un aumento del prezzo di vendita dei carburanti che possa far fronte al rincaro del greggio. Mentre i sindacati chiedono che si imponga alle compagnie la regolarità dei rifornimenti, pena il sequestro delle scorte e degli impianti, all'agitazione dei gestori si aggiunge quella del personale dipendente delle pompe per il rinnovo del contratto nazionale. Le compagnie chiedono un aumento di 18 lire sia per la super che per la normale. Pressato tra i no contrapposti di sindacati e partiti il ministro dell'Industria, Ciriaco De Mita, propone all'esecutivo un aumento di 38 lire che, oltre le richieste di gestori e dipendenti, consentirebbe di mettere mano alle vertenze in corso dei pensionati.[17]
- 30 luglio: Consiglio dei ministri: approvato il bilancio di previsione dello Stato per il 1974, che prevede spese per 25.892 miliardi con un disavanzo stimato di 8.606. Viene precisato che le entrate sono calcolate sulla base della seconda fase della riforma tributaria, ancora da attuare, e che le spese tengono conto di forti anticipazioni a poste e ferrovie, nonché stanziamenti per i comuni non capoluogo rimasti privi del gettito delle imposte di consumo. Il ministro del Tesoro, Ugo La Malfa, dichiara che 3.000 dei miliardi del deficit sono un'eredità della gestione di Giovanni Malagodi, che li avrebbe celati nella relazione dell'anno trascorso al Ministero. I tre ministri finanziari si mantengono comunque sul vago circa i tagli alla spesa e i metodi di intervento per recuperare l'evasione.[18]

#### Agosto
- 1 agosto: la Camera approva una riforma delle cause del lavoro che conferma la figura del pretore come il giudice cui devono far capo. Snellite diverse procedure per rendere il procedimento più celere. Con la maggioranza votano a favore anche i comunisti e i liberali. Astenuti i missini. La procura di Roma notifica a Giorgio Almirante l'avviso di inizio procedura relativo alla denuncia per ricostituzione del disciolto partito fascista.[19]

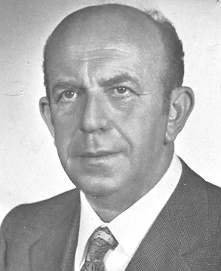
Mario Elkan

- 8 agosto: il deputato democristiano Mario Elkan, già esponente della destra di Centrismo popolare (Scelba) passato coi dorotei, avverte in un articolo che molti parlamentari sono pronti a togliere la fiducia al Governo se l'esecutivo consentirà l'inserimento occulto o palese del PCI nell'area di Governo. Sotto la pressione di centinaia di segnalazioni e proteste che giungono da tutta Italia, oltre che delle interrogazioni che piovono in Parlamento, il ministro dell'Industria e Commercio, Ciriaco De Mita, spiega alla commissione industria della Camera che il blocco dei prezzi sta funzionando al punto da rendere problematica la produzione di pasta e pane. L'aumento a quintale da 11.000 a 16.500 lire della semola e un leggero calo di produzione del grano duro comporta un aumento del prezzo alla produzione e un blocco del prodotto presso i distributori, non potendo i dettaglianti acquistare ad un prezzo maggiore di quello imposto per la vendita. Questa situazione, e quella della distribuzione dei carburanti, dove le compagnie riesportano gran parte della benzina raffinata in Italia con la scusa del calmiere, ha aperto la strada a forme di speculazione che il Governo intende colpire come ha fatto con la Barilla, colpita da una mega multa di dieci milioni per un aumento non giustificato di 20 lire in una fornitura di pasta di fine luglio.[20]
- 19 agosto: la Corte dei conti invia al Parlamento la relazione sul bilancio dello Stato per il 1972, nella quale il totale dei residui passivi (cioè le somme stanziate e non spese) sale da 8.962 a 10.701 miliardi di lire, 2.848 dei quali riferibili a spese mai passate alla fase esecutiva. Circa la metà dei residui, per un totale di 5.510 miliardi (un terzo del bilancio totale gestito dal Governo) sono attribuiti al governo Andreotti-Malagodi.[21]
- 23-27 agosto: ad un mese dal varo dei decreti contro il carovita il Governo è accusato di non attuare nei fatti quanto si era proposto col blocco dei prezzi e la lotta alle speculazioni. La Federazione degli alimentaristi chiede interventi decisi per stroncare gli imboscamenti di farine e grano in modo da non dover ricorrere a prodotti di importazione. Si prospetta un blocco dei prezzi per tutti i tipi di pane immediatamente contestato dai panificatori. Il titolare di un negozio di alimentari a Frascati multato di 300.000 lire per aver venduto filoni di pane a 400 lire/kg. La Confcommercio lancia l'allarme sugli imboscamenti del grano, affermando che degli 89 milioni di quintali prodotti nell'ultima trebbiatura solo un milione e mezzo sono stati conferiti agli ammassi. Riservandosi lo studio di ulteriori provvedimenti il ministro del Tesoro, Ugo La Malfa, chiede al governatore della Banca d'Italia un intervento presso gli istituti di credito, affinché rifiutino qualsiasi erogazione garantita con partite di frumento. Il provvedimento è accolto con favore dai sindacati dei bancari e contestato da Confindustria e, a livello politico, dai liberali. Questi ultimi sostengono che il divieto, senza alcuna precisazione sui metodi, apre la strada ad abusi. In Capitanata viene denunciata la scomparsa di otto milioni di quintali di grano, pagati ai produttori 8.000 lire al quintale e rivenduti clandestinamente a 12.500.[22]

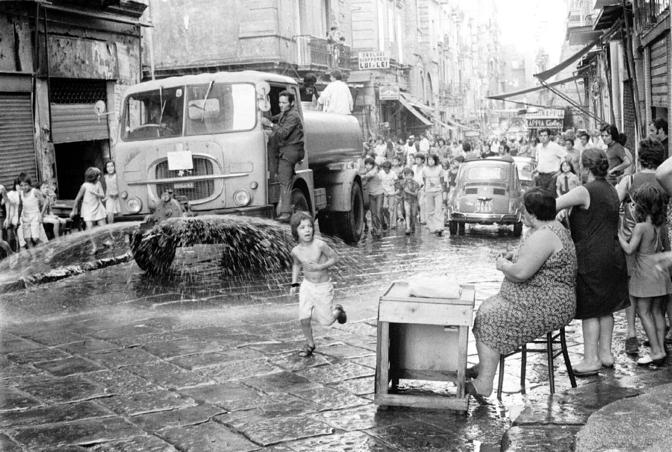
Annaffiamento delle strade a Napoli nel 1973.

- 29 agosto: dopo il caso di sei adolescenti imputati a Tortona di associazione a delinquere per il furto di un melone, e quello di una ragazzina non imputabile tradotta in carcere, nell'agenda del Governo si inserisce la necessità di mettere mano al codice di procedura penale. Il ministro della Giustizia, intervenuto per far scarcerare i ragazzi, annuncia l'avvio di uno studio al riguardo senza indicare termini precisi. A Napoli, dopo due decessi e una ventina di casi, inizia l'epidemia di colera che fino al 12 ottobre provocherà 24 decessi e 119 casi accertati. Mentre i commercianti di frutti di mare protestano per il divieto della vendita, specie delle cozze, l'intervento sanitario è rallentato da conflitti di competenza tra la regione Campania e lo Stato non ancora risolti.

#### Settembre
- 1 settembre: una interpellanza del PCI chiede che il Governo riferisca al Parlamento circa il prelievo dai bilanci previdenziali dell'INPS di 510,8 miliardi di lire per spese di competenza governativa, gran parte dei quali girati a enti mutualistici o assistenziali da sopprimere, mentre si negano aumenti alle pensioni e agli assegni familiari per mancanza di fondi.[23]
- 3 settembre: in una intervista concessa al settimanale Epoca, il ministro dell'Industria e Commercio, Ciriaco De Mita, ammette che sono in corso forti speculazioni sui prezzi e sulla fornitura delle materie prime. Il ministro, che prospetta una situazione incerta ma non allarmante, annuncia al breve periodo un aumento per la benzina e il cemento.[24]

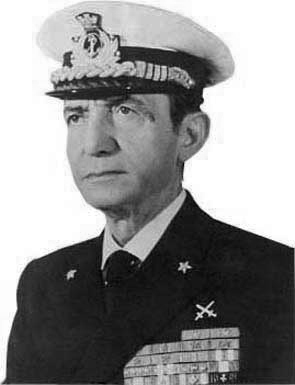
Eugenio Henke

- 4 settembre: il quotidiano il Manifesto pubblica una lettera inviata dal ministro degli Interni Taviani all'ammiraglio Eugenio Henke, capo di stato maggiore della difesa, nella quale si raccomanda di dedicare un particolare addestramento alle unità dell'esercito da impiegare per fronteggiare le rivolte carcerarie. Il ministro conferma la notizia riservata, precisando che tale impiego verrà deciso caso per caso, quando le forze dell'ordine e la polizia penitenziaria non siano in grado di ripristinare l'ordine per proprio conto, ma le sue affermazioni sono contestate dal prof. Giovanni Conso. Le norme italiane di procedura penale, secondo Conso, non consentono l'istituzione di tali reparti specializzati ma solo l'impiego straordinario delle forze armate in casi di particolare gravità.[25]
- 5 settembre: il presidente di Confindustria, Renato Lombardi, sostiene in una intervista che i miglioramenti contributivi per i dipendenti pubblici e i pensionati, gli aumenti degli assegni familiari e dell'indennità di disoccupazione stanno comportando una immissione di liquidità nella spesa pubblica che si tradurrà, al medio periodo, in un forte aumento del processo di inflazione e ad un aumento del costo del denaro che metterà in difficoltà la produzione industriale. PCI e PSI presentano due interrogazioni in cui chiedono, rispettivamente, chiarimenti sull'impiego delle forze armate in servizi di ordine pubblico e se la decisione è stata assunta dal Governo, dal momento che la pubblica sicurezza non rientra nelle competenze del Consiglio supremo della difesa. Il ministro socialista della difesa, Mario Zagari, dichiara che per quanto gravi e deprecabili siano gli incidenti nelle rivolte carcerarie la soluzione non può essere individuata in provvedimenti a carattere autoritario.
- 10 settembre: i quotidiani Il Messaggero e il Secolo XIX danno notizia di un procedimento disciplinare aperto dalla procura generale presso la suprema Corte di Cassazione nei confronti di Adriano Sansa, pretore di Genova. Al magistrato viene contestata una lettera di solidarietà al quotidiano genovese, interessato come quello romano al tentativo di predominio da parte dell'editore Rusconi. A Milano Enrico Berlinguer chiude la festa nazionale de l'Unità davanti a 700.000 persone. Il segretario dà notizia della rinuncia di Taviani agli impieghi dell'esercito nelle rivolte carcerari e ricorda, quando mancano pochi mesi, che si può ancora cercare un accordo che salvaguardi il referendum evitando un referendum che aggraverebbe lo scontro tra laici e cattolici. L'epidemia di colera sta dimostrando quanto sia importante definire la riforma della macchina statale attribuendo fondi, compiti e stabilità alle regioni.[26]

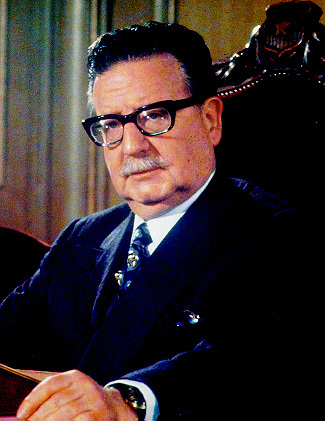
Salvador Allende

- 11-12 settembre: in Cile si consuma il colpo di Stato. La presa di potere dei militari e la morte di Salvador Allende provocano immediate reazioni politiche. Nel pomeriggio si svolge a Roma un corteo unitario cui aderiscono PCI, PSI, PRI e DC, i sindacati CGIL e UIL, le ACLI e varie rappresentanze di associazioni d'arma. Scioperi di varia durata in quasi tutti i posti di lavoro. Il ministro degli Esteri, Aldo Moro, viene chiamato a riferire in Parlamento.[27]
- 14 settembre: in una intervista al periodico l'Automobile, il ministro dell'Industria e Commercio, Ciriaco De Mita, annuncia l'aumento della benzina di 18 lire al litro, giustificandolo come un'eredità lasciata dal governo Andreotti, e che il nuovo prezzo deve essere soltanto ratificato dal comitato interministeriale prezzi. Quando l'annuncio dell'intervista viene rilanciato dai giornali, tuttavia, De Mita smentisce di averla rilasciata.[28]
- 15 settembre: i ministri finanziari La Malfa, Colombo e Giolitti e il governatore della Banca d'Italia Carli mettono a punto una manovra creditizia che aumenta dal 4 al 6,50% il costo del denaro attraverso quattro decreti del ministro del Tesoro immediatamente esecutivi.
- 17 settembre: compare su «Rinascita» il primo dei tre articoli Riflessioni sui fatti cileni in cui Enrico Berlinguer lancia la strategia del «compromesso storico».
- 20 settembre: Consiglio dei ministri: sono approvati i decreti delegati per l'attuazione della seconda fase della riforma tributaria, che entrerà in vigore il 1° gennaio 1974. Il testo dei provvedimenti recepisce in alcuni casi le indicazioni della commissione interparlamentare chiamata ad esprimere pareri e proposte di correzione. Il provvedimento più importante, per il numero di persone coinvolte, è quello relativo all'IRPEF (sostitutiva di ricchezza mobile, complementare, imposte di famiglia e sul valore locativo), applicata con aliquote da un minimo del 10% per redditi fino a due milioni annui a un massimo del 72% per redditi oltre i cinquecento milioni, con diverse quote per l'esenzione di lavoratori dipendenti e autonomi e pensionati. Per i redditi di impresa viene istituita l'IRPEG, che prevede una tassazione del 7,50% per imprese e società finanziarie (in aggiunta all'imposta sugli utili di impresa), del 6,26% per enti, aziende e società statali. Abrogato il modulo Vanoni viene istituita la denuncia annuale dei redditi per la dichiarazione di proventi non derivanti dall'attività lavorativa, dato che quest'ultima viene ora tassata in busta paga col nuovo sistema delle trattenute.[29]
- 23 settembre: a Recoaro Terme un convegno sull'informazione promosso dalla Unione stampa cattolica italiana si conclude con una tavola rotonda cui prendono parte Alessandro Natta (PCI), Antonio Cariglia (PSDI), Michele Achilli (PSI), Alberto Giorno (PLI) e Adolfo Battaglia (PRI), moderata dal democristiano Flaminio Piccoli, presidente dell'associazione. L'assise riconosce unanimemente che il problema dell'informazione e il suo pluralismo non si possono risolvere senza la riforma della RAI. I tentativi di concentrazione delle testate giornalistiche in poche mani riflettono la scelta di fatto del Governo Andreotti-Malagodi di prorogare la vecchia concessione del 1954 per non togliere all'esecutivo quel controllo di indirizzo che il Parlamento rivendica. La prossima scadenza dell'ultima proroga (15 dicembre) non consente di mettere mano al rinnovamento della radiotelevisione italiana. Repubblicani e liberali parlano anzi di abbattere il monopolio statale per consentire ai privati l'ingresso nel mercato televisivo locale e contrastare, così, la tendenza a ridurre le voci.[30]
- 25 settembre: si riuniscono nello stesso giorno le direzioni della DC e del PSDI. All'assise democristiana sono approvate senza contrasti le relazioni di Fanfani e Rumor e dei capigruppo di Camera e Senato. Fanfani rivendica la rianimazione organizzativa del partito, che deve affrontare prove di grande valore al Governo e nei confronti del paese. Approvato un documento di condanna del golpe in Cile, che sembra contestato solo da Guido Gonella. La direzione del PSDI deve prendere atto del dissenso di Giuseppe Saragat verso la gestione Tanassi-Orlandi del partito e per una svolta che Giuseppe Romita definisce di sinistra democratica. Approvati senza riserve l'operato del Governo e le scelte compiute al suo interno.[31]
- 27 settembre: alla Camera si conclude un dibattito di due giorni sulla politica estera. Il ministro degli Esteri, Aldo Moro, pronuncia una eguale condanna contro la repressione degli intellettuali e del dissenso in URSS e sul colpo di Stato in Cile, paese che si appresta a fare la stessa cosa dopo aver soppresso i partiti di sinistra. Premesso che ogni governo non ha diritto di ingerenza negli affari di altri governi, Moro assicura che tutti i canali diplomatici sono attivi coi due paesi, che si deciderà a suo tempo circa il riconoscimento del nuovo governo cileno e che l'impegno dell'Italia, paese uscito da una dittatura, sarà sempre nel rispetto della sua tradizione democratica.[32]
- 28 settembre: il settimanale Rinascita pubblica la prima delle tre parti del saggio di Enrico Berlinguer "Riflessioni sui fatti cileni". Analizzando il golpe che aveva portato le forze reazionarie del paese, in collaborazione con gli Stati Uniti, a rovesciare il governo del socialista Salvador Allende, il segretario comunista propone di interrompere la conventio ad excludendum, cioè l'esclusione del secondo partito italiano dalle maggioranze di governo nazionale a causa della sua vicinanza con l'Unione Sovietica.
- 30 settembre: Consiglio dei ministri: come si era ventilato già da qualche settimana il Governo aumenta di 23 lire il costo della benzina, portando la super a 185 lire e la normale a 175. Il gasolio aumenta di 4 lire per il riscaldamento (da 24 a 28 più le spese di trasporto e consegna) e di 15 lire per i motori (da 80 a 95 lire). Per ogni litro di carburante la ripartizione è del 15,67% per l'erario, del 5,83% per le compagnie petrolifere e l'1,50% ai distributori. Il provvedimento è adottato in contrasto coi socialisti, che parlano di un rovesciamento del programma economico concordato alla formazione del Governo e della linea decisa nella lotta al carovita. Il ministro del Tesoro, Ugo La Malfa, giustifica la decisione con la necessità per lo Stato di incassare al più presto quasi 1.800 miliardi di lire, 800 dei quali già ottenuti con l'emissione di buoni del Tesoro per la stessa cifra.

#### Ottobre
- 1 ottobre: il leader di Forze nuove, Carlo Donat-Cattin, esprime forti riserve per l'aumento della benzina e del gasolio quando stipendi e salari sono tutt'altro che al sicuro per l'aumento dell'inflazione. Donat-Cattin non nega che la situazione economica richieda misure di austerità ma sostiene, al contempo, che non possono essere solo le categorie più deboli a doverne sostenere il peso. Per il leader della sinistra democristiana ulteriori provvedimenti in tal senso avrebbero il sicuro effetto di liquidare entro l'anno l'alleanza di centro-sinistra.[33]
- 3 ottobre: i ministri del Tesoro La Malfa e del Bilancio Giolitti riferiscono alla Camera sull'azione economica del Governo. Per Giolitti i primi cento giorni dell'esecutivo consentono di affermare che si è sulla strada giusta per frenare la recessione e far crescere del 5% il reddito nazionale entro la fine dell'anno. La Malfa ritiene che la strada dell'austerità sia solo all'inizio e se la prende con l'azione destabilizzatrice dei sindacati, che frena la produzione e impedisce una vera ripresa. I due ministri quantificano in un massimo di 7.400 miliardi il disavanzo per il 1973 anche se non precisano il metodo che dovrebbe portare a tale risultato.[34]
- 4 ottobre: a pochi giorni dalla riattivazione dei riscaldamenti condominiali le aziende distributrici del gasolio lamentano di essere state escluse dalla ripartizione degli aumenti e minacciano di razionare i rifornimenti. L'Unione petrolifera italiana annuncia la sospensione della produzione di gasolio per macchine agricole dal 1º gennaio 1974. Gli autotrasportatori, colpiti dall'aumento del gasolio per autotrazione, minacciano uno sciopero a oltranza che bloccherebbe il 60% della movimentazione delle merci. La direzione nazionale del PSI è sottoposta a un fuoco polemico delle federazioni provinciali, dove l'opposizione interna dei manciniani contesta la linea politica di De Martino. Quest'ultimo, assieme a La Malfa, chiede un chiarimento tra i partito della maggioranza cui Rumor risponde di no.[35]
- 5 ottobre: al termine di una riunione promossa da Rumor, cui prendono parte i ministri del Lavoro, delle Finanze, del Tesoro, delle Partecipazioni Statali e dell'Industria, viene annunciato che sarà possibile elevare i minimi di tutte le pensioni e gli assegni familiari venendo incontro alle richieste dei sindacati. Il ministro Bertoldi parla di 800 miliardi che non graveranno ulteriormente sul bilancio statale, anche se non fornisce informazioni particolareggiate.[36]
- 6 ottobre: scoppia la guerra del Kippur.
- 12 ottobre: governo e sindacati raggiungono l'accordo per le pensioni. I minimi salgono a 42.950 lire per gli ex lavoratori dipendenti e a 34.800 lire per gli ex autonomi (artigiani, coltivatori, commercianti). Le pensioni sociali passano a 25.850 lire, quelle di invalidità aumentano tra il 40 e il 60% a seconda della gravità. Gli aumenti entreranno in vigore il 1° gennaio 1974.
- 16 ottobre: risolto da poco il nodo delle pensioni il Governo si trova alle prese con la richiesta di 400 miliardi da parte dell'ENPAS per il pagamento delle tredicesime agli statali. La causa del disavanzo è un'eredità del Governo Andreotti che, contro il parere dell'ente, ha imposto una spesa straordinaria di oltre 300 miliardi per le liquidazioni agli alti burocrati e ai dipendenti ex combattenti.
- 19 ottobre: le nazioni dell'OPEC alleate di Egitto e Siria raddoppiano il prezzo di vendita del petrolio, diminuendo al contempo le esportazioni del 25%. Gli altri paesi arabi appartenenti all'OPEC appoggiano la causa e bloccano le proprie esportazioni di petrolio verso Stati Uniti e Paesi Bassi. A causa della minore disponibilità di greggio, accentuata dalla chiusura del Canale di Suez che ne rallenta il trasporto e aumenta il costo, il prezzo del barile triplica nel giro di pochi giorni, esponendo i paesi importatori al ricatto delle compagnie petrolifere.
- 22-26 ottobre: il Governo ha da approvare dalle Camere un decreto urgente che autorizza l'ENEL a costruire undici centrali termoelettriche scavalcando poteri e prerogative degli enti locali su dimensioni e collocazione dei singoli impianti. Parlando in proposito alla Camera il ministro De Mita dichiara che non ci sarà un nuovo aumento dei carburanti ma che la situazione è al contempo preoccupante; la riduzione della produzione di greggio e l'aumento del prezzo alla fonte, cui deve sommarsi l'inevitabile speculazione degli importatori, rende necessaria l'adozione di misure altrettanto impopolari. L'Assopetroli (che raduna le aziende distributrici) chiede un vero e proprio razionamento ed annuncia una sospensione di due giorni nella fornitura di gasolio per riscaldamento. Comuni e regioni, intanto, si associano in un documento dell'ANCI contro il decreto del Governo.[37]
- 29 ottobre: comitato centrale PSI: De Martino traccia un bilancio positivo dei primi quattro mesi del Governo, e sostiene che sono stati raggiunti buoni risultati in campo economico e sul fronte sociale. I socialisti non abbandoneranno la strada delle riforme. Pur non esistendo ancora le condizioni per un allargamento alla sinistra comunista dell'area di Governo, De Martino plaude all'opposizione dura ma costruttiva del PCI. Pietro Nenni confermato presidente del partito.
Il presidente dei grossisti del petrolio del Lazio dichiara che per l'inverno alle porte rimarranno inevase almeno il 25% delle richieste di gasolio per riscaldamento, con punte nelle grandi città di poco maggiori. A Roma un'utenza su quattro rimarrà senza forniture.
- 30 ottobre: Consiglio dei ministri: in vista della seconda fase della riforma tributaria viene varato un condono fiscale per le somme rimaste inevase di IGE e tasse locali e un'amnistia per i reati fiscali.

#### Novembre
- 5-7 novembre: mentre l'Europa cerca collegialmente una strada per uscire dalla crisi petrolifera in Italia si comincia a parlare di razionamenti energetici. Il ministro De Mita ritiene probabile un taglio del gasolio per riscaldamento: non ci saranno problemi per benzina e gasolio per autotrazione ma non si esclude di limitare i consumi con gli stessi divieti di circolazione già applicati nei Paesi Bassi. Il ministro degli Esteri, Aldo Moro, fa presente che dietro la guerra dell'energia esiste un contenzioso diplomatico dei paesi arabi nei confronti delle nazioni occidentali alleate di Israele, e che qualsiasi soluzione non potrà non passare nel chiarimento di queste posizioni.[38]
- 14 novembre: un decreto del Governo vieta l'esportazione di benzina e oli combustibili verso qualsiasi paese estero salvo conclamate esigenze di paesi CEE, da autorizzare dai Ministeri del Commercio estero e dell'Industria.
- 18-19 novembre: elezioni amministrative: votano quasi due milioni di italiani in 573 comuni. Stazionari DC, PSDI e PCI (con circa 6.000 voti che vanno a PDUP, Manifesto e Partito comunista marxista-leninista). Significativa avanzata del PSI. Liberali e missini in calo ovunque.[39]
- 21 novembre: la Consulta dichiara per la seconda volta la legittimità costituzionale della legge sul divorzio, messa in dubbio dalla Cassazione e da alcuni tribunali di merito. Viene ribadito che la natura del matrimonio come rapporto civile è una potestà esclusiva del legislatore italiano che non invade le competenze sul matrimonio come atto.[40]
- 23-24 novembre: il Comitato interministeriale per la programmazione economica autorizza il Comitato interministeriale prezzi ad accettare vari aumenti nei prezzi al consumo per il maggior costo di produzione e trasporto delle materie prime, dovuto al forte rincaro del petrolio. Il Governo vara nelle stesse ore un pacchetto di misure per il risparmio energetico e l'immediato rincaro dei carburanti. Questi ultimi aumentano di 15 lire al litro e il gettito andrà a favore unicamente degli importatori. Dal 1º dicembre entra in vigore il divieto di circolare con mezzi a motore nei giorni festivi e una serie di limiti di velocità, la chiusura anticipata dei negozi alle 18:30, di cinema e teatri alle 23 e dei ristoranti alle 24, il termine delle trasmissioni radio-tv tra le 22:45 e le 23 e il totale divieto di illuminare insegne commerciali e pubblicità.[41]
- 28 novembre: a cinque giorni dall'emanazione dei provvedimenti di austerità, e quando ne mancano due alla loro entrata in vigore, il Governo deve richiamare i prefetti a predisporre le ordinanze che i decreti impongono alle autorità locali. Viene fissata tra le 100.000 lire e il milione la multa per chi viola il blocco festivo della circolazione e i limiti di velocità. I comuni si trovano in difficoltà nella predisposizione dei piani di potenziamento festivo del trasporto pubblico. I sindacati minacciano azioni di sciopero per reclamare dall'esecutivo un'equa distribuzione dei sacrifici tra tutte le categorie sociali. Si riuniscono le direzioni del PSI e del PRI: i socialisti chiedono che nell'aggiustamento dei vari provvedimenti vengano introdotti correttivi necessari ad eliminare sacrifici inutili, specialmente da parte della fascia più debole della popolazione; alla direzione repubblicana Ugo La Malfa sostiene che gran parte dei problemi potevano essere meglio affrontati se si fosse dato seguito alle proposte economiche che il suo partito ha ripetutamente presentato in materia di energia e di inflazione.[42]

#### Dicembre
- 1-2 dicembre: la prima domenica a piedi si rivela tutt'altro che produttiva dal punto di vista del risparmio. Con la gente costretta a rimanere in casa soltanto a Roma l'ACEA, azienda comunale dell'energia elettrica che serve oltre la metà delle utenze capitoline, dichiara di aver erogato in un giorno tanta elettricità quanta se ne sarebbe risparmiata in nove giorni. La maggior richiesta di elettricità salita da ogni comune, che ha anche provocato cadute di tensione e interruzioni per sovraccarichi, rende a conti fatti vano l'obiettivo di aver risparmiato circa 40 milioni di litri di carburanti.[43]
- 4-5 dicembre: mentre infuriano le polemiche sull'efficacia dei provvedimenti di austerità, il Comitato interministeriale prezzi accoglie la richiesta dei produttori e dispone l'aumento di 70 lire per la pasta. È il primo dei 21 beni di prima necessità a uscire dal calmiere introdotto dal Governo a luglio a causa di un aumento da 11.000 a 20.000 lire al quintale delle farine. A Roma si registrano fenomeni di accaparramenti di beni alimentari: l'assessore democristiano all'Annona attribuisce la responsabilità all'inerzia del Governo. Gli editori di quotidiani e periodici, intanto, aumentano da 80 a 120 lire il costo dei quotidiani, aumentato a 150 per le edizioni del lunedì. L'esecutivo è al contempo nella bufera per il mancato invio o il ritardo dei soccorsi nei piccoli comuni del Meridione isolati a causa della neve, specie di quelli spopolati dall'emigrazione. In molti abitati mancano luce e rifornimenti già da alcuni giorni, e sembra siano in atto atti di sciacallaggio presentati come un normale aumento dei prezzi a causa della crisi del petrolio.[44]

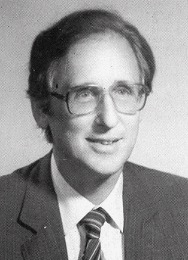
Giorgio Ruffolo

- 6 dicembre: parlando alla commissione industria della Camera, il segretario alla programmazione economica, Giorgio Ruffolo, sostiene che prima che ai paesi produttori la crisi si deve alle compagnie petrolifere, che una volta immagazzinato e raffinato il greggio decidono in piena autonomia tempi, quantità e modi di immissione del prodotto sul mercato. Gran parte della colpa, aggiunge Ruffolo, è anche dei governi italiani del dopoguerra, che non hanno mai preso in considerazione l'idea di un piano energetico nazionale con fonti alternative come il nucleare. I lavoratori dipendenti dei locali notturni manifestano a Roma per chiedere il prolungamento da mezzanotte alle due per la chiusura. Il corteo cerca di raggiungere il teatro delle Vittorie per impedire la registrazione del programma "Canzonissima". Mentre un numero sempre maggiore di imprese deve interrompere la produzione, mandando in cassa integrazione i dipendenti, il presidente dell'Eni (l'azienda petrolifera di stato) mette sotto accusa la politica petrolifera americana e l'atteggiamento compiacente delle grandi compagnie internazionali. Secondo l'ing. Girotti gli Stati Uniti hanno tutto l'interesse a che il costo del petrolio salga, in modo da rendere competitiva la produzione di greggio texano, i cui costi non hanno mai consentito esportazioni. Il presidente precisa anche l'impegno dell'AGIP per far fronte alla crisi: l'azienda ha infatti distribuito rispetto allo stesso periodo del 1972 un +18% di benzina, +31% di gasolio per autotrazione e +24% per riscaldamento.[45]
- 8-9 dicembre: il PCI chiede che il Governo si presenti in Parlamento per riferire sulla crisi dei petroli e per discutere una serie di proposte che assegnino ai Ministeri dell'Interno, dell'Industria e del Commercio speciali poteri di controllo sulle effettive disponibilità di greggio tenute ferme dalle compagnie private. L'iniziativa parte da un accordo raggiunto tra il ministro dell'Industria De Mita e i rappresentanti di AGIP, Unione petrolifera italiana e Confindustria. Secondo i comunisti le poche ore necessarie all'accordo sono la prova che i depositi degli importatori sono sempre in grado di garantire le medesime forniture dell'autunno-inverno 1972.[46]
- 10 dicembre: la procura della repubblica di Roma apre un'inchiesta contro ignoti, parallela a quella della pretura per accertare gli imboscamenti di alimentari e combustibili. I due rami dell'indagine, partita a seguito di numerose denunce da parte di privati, sono rispettivamente affidati ai carabinieri e alla guardia di finanza e prevedono verifiche contabili e ispezioni. L'ipotesi di reato è inadempimento di contratti di pubbliche forniture e rialzo/ribasso fraudolento di prezzi sul mercato.[47]
- 10 dicembre: le Brigate Rosse a Torino sequestrano Ettore Amerio, capo del personale alla FIAT. Per la prima volta il gruppo terroristico trattiene il sequestrato per più di 24 ore, liberandolo solo dopo 8 giorni.
- 11 dicembre: i quattro partiti della maggioranza, riuniti dal presidente del Consiglio, concordano l'azione che il Governo deve seguire per fronteggiare la crisi energetica e il problema dei prezzi al consumo. Si inizia a parlare ufficialmente di razionamento della benzina a mezzo di tessere.[48]
- 12 dicembre: la Corte costituzionale deposita la sua ultima sentenza che dichiara la legittimità della legge sul divorzio e la richiesta di referendum per la sua abrogazione. La consulta conferma la precedente sentenza, e cioè che la legge non viola l'art. 34 del Concordato, in quanto incide sui soli effetti civili del rito e non intacca la sua validità religiosa. Lo Stato, da parte sua, sottoscrivendo il concordato non ha rinunciato a regolare in proprio il diritto matrimoniale. Il Corriere della Sera e la Stampa, in due distinti editoriali, sostengono che è ormai impossibile giungere a un accordo che consenta di modificare la legge per evitare una consultazione cui i partiti non potranno rimanere estranei: la campagna elettorale consentirebbe, peraltro, alle frange conservatrici della destra democristiana di rialzare la testa e di attuare pericolose alleanze con la destra neofascista, già vicina agli ambienti cattolici che rifiutano i rinnovamenti del Concilio Vaticano II.[49]
- 15 dicembre: un grossista di combustibili, vincolato a una fornitura per i riscaldamenti di un istituto per ragazzi disabili, viene arrestato per aver distolto 300.000 litri di gasolio per riscaldamento a privati disposti a pagarlo a prezzo maggiorato. I rappresentanti legali in Italia delle compagnie Chevron, Fina e Total ricevono una comunicazione giudiziaria per imboscamento di greggio da raffinare presso la raffineria Roma a Pantano del Grano: il sequestro di documenti amministrativi presso quest'ultima, prova che le tre compagnie hanno ricevuto un carico equivalente a due petroliere omettendone la raffinazione. Tornando da un vertice europeo a Copenaghen, dove hanno partecipato alcuni rappresentanti dei paesi arabi, il presidente del Consiglio, Mariano Rumor, improvvisa una conferenza stampa in aereo e dichiara che quella del petrolio sarà una crisi oltremodo lunga e che c'è la volontà di tutti i partner europei per una suddivisione dei problemi legati alla scarsità di greggio.[50]
- 17 dicembre: attentato all'aeroporto di Fiumicino.
- 20 dicembre: al termine di un dibattito di due giorni i partiti della maggioranza approvano alla Camera un ordine del giorno che impegna il Governo a varare il razionamento della benzina e la contestuale abrogazione del divieto di circolazione nei giorni festivi. Il documento chiede il potenziamento dei trasporti pubblici attraverso un risanamento straordinario dei disavanzi delle singole aziende e la discussione del piano nazionale per il petrolio predisposto dall'Eni. Votano contro liberali e missini, i comunisti si astengono per sottolineare alcune riserve.[51]
- 21 dicembre: nell'indagine sugli imboscamenti di greggio da raffinare emerge un telex inviato dalla filiale di Milano della Fina ai comandanti di alcune petroliere con l'ordine di rinviare di alcuni giorni l'approdo ai moli di scarico. Secondo gli inquirenti l'impossibilità di scaricare dimostra che i depositi sono pieni e il prodotto non viene inviato per la raffinazione. Il gruppo comunista alla Camera denuncia in una interrogazione la progressiva scomparsa del sale prodotto e venduto direttamente dal Monopolio di Stato, sostituito da quello prodotto in concessione da aziende private ad un costo tre volte superiore. Secondo la denuncia partita dai sindacati la concessione ai privati della raffinazione e imbustamento del prodotto sta producendo forti ed ingiustificati aumenti, con una punta da 120 a 1600 lire al Kg per il sale addizionato con glutammato di magnesio. Si chiede al Governo per quale motivo 25 miliardi di lire sono stati dall'azienda dei monopoli prima stanziati e poi non spesi per l'acquisto delle macchine per la raffinazione e l'imbustamento, il cui costo singolo è di 70 milioni di lire l'una.[52]
- 23 dicembre: i paesi produttori di petrolio del Golfo Persico, riuniti a Teheran, annunciano la decisione di aumentare col 1° gennaio il costo di un barile di petrolio da 5,11 a 11,60 dollari. Lo Scià di Persia, che ha ottenuto la riduzione dell'aumento inizialmente previsto a 14 dollari, giustifica la decisione precisando che il mondo industrializzato non può crescere a spese dei paesi produttori. In una intervista concessa al quotidiano Il Giorno, il presidente della Repubblica, Giovanni Leone, parla della possibilità di modificare i meccanismi costituzionali e le scelte in tema di politica estera. Secondo Leone al bicameralismo perfetto si dovrebbe preferire una Camera di prima lettura e un Senato di ripensamento dei provvedimenti legislativi, in particolare sui punti delicati della spesa e del controllo finanziario. Sul Governo sostiene che occorre una diversa regolamentazione dei decreti legge e delle leggi delega, allo scopo di non calpestare le prerogative del Parlamento. All'obiezione che una revisione della Costituzione richiede una maggioranza che comprende anche il PCI, Leone risponde che la Carta è patrimonio comune di quasi tutti i partiti, e nessuno deve essere escluso.[49]
- 28-31 dicembre: a seguito dell'aumento deciso dai produttori di petrolio le compagnie petrolifere chiedono un aumento di 70 lire per la benzina e 25 lire per il gasolio. Il ministro De Mita dichiara che il Governo intende accettare la richiesta: in cambio dell'aumento saranno garantiti l'olio combustibile per le industrie e il gasolio per gli agricoltori. Intanto il comitato interministeriale prezzi decide l'aumento da 775 a 1080 lire al quintale per il cemento e del 48% per le varie tipologie di fertilizzanti.[53]

### 1974

#### Gennaio
- 1° gennaio: entra in vigore la seconda fase della riforma tributaria. Si chiude l'istruttoria sulla mega truffa attuata dal finanziere Attilio Marzollo nei confronti di decine di risparmiatori con la complicità delle banche: con Marzollo sono rinviati a giudizio i capi dell'ufficio titoli del Banco Ambrosiano e del Banco San Marco di Venezia. Le accuse sono di bancarotta (per la sparizione di due miliardi del Banco San Marco), truffa continuata ed aggravata, emissione di assegni a vuoto, falsificazione e distruzione di atti d'ufficio, malversazione, ricettazione.[54]

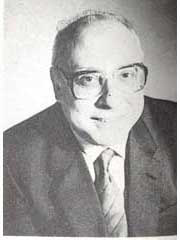
Gennaro Acquaviva

- 3 gennaio: il Governo deve onorare l'impegno preso a luglio per l'aumento dei minimi di pensione e la riforma del sistema di riscossione dei contributi previdenziali. Previsti per il 1° gennaio i due provvedimenti sono stati rinviati per disaccordi tra i quattro partiti della maggioranza. Per Gennaro Acquaviva, consulente del ministro del Lavoro Bertoldi, l'aumento dei minimi, previsto nel bilancio per il 1975, è immediatamente attuabile con un decreto che il Parlamento trasformerà in legge. Il secondo provvedimento, che comporta una riforma degli enti previdenziali, dovrà seguire l'iter del disegno di legge.[55]
- 3-6 gennaio: un articolo di Amintore Fanfani sul settimanale democristiano La discussione chiude la porta della DC a qualsiasi ipotesi di revisione della legge che ha istituito il divorzio. Per il segretario democristiano la convocazione del referendum tra aprile e giugno è ormai di fatto sicura. Le sue affermazioni scatenano una forte polemica da parte del fronte divorzista: i socialisti lo ritengono pericoloso per l'unità di intenti tra laici e cattolici rappresentata dal centro-sinistra, ma si dichiarano disposti ad affrontare la campagna per battere la richiesta di abrogazione in perfetta sinergia con comunisti, liberali e socialdemocratici. I tre partiti, tuttavia, esprimono grande preoccupazione per l'alleanza antidivorzista di fatto tra DC e MSI, che porterà ad uno sfruttamento della consultazione per fini del tutto diversi. Fanfani è anche contestato dalla minoranza interna dei basisti (Marcora, De Mita, Granelli) e dai giovani che si riconoscono in Forze nuove.[56]

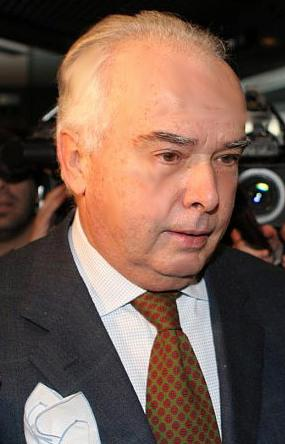
Riccardo Garrone

- 8 gennaio: indagando sulla denuncia di una ditta savonese distributrice di carburanti, a sua volta sotto inchiesta per inadempienza nelle forniture, il pretore di Genova Almerighi fa perquisire la sede della ERG, azienda petrolifera di famiglia del noto imprenditore Riccardo Garrone, che viene convocato col presidente della società per un interrogatorio su cui viene mantenuto un iniziale riserbo.                            I partiti della maggioranza annunciano di aver trovato l'accordo per l'aumento dei minimi di pensione e la riscossione dei contributi previdenziali. Quale che sia l'iter legislativo le norme avranno valore retroattivo dal 1º gennaio.[57]
- 9 febbraio: il pretore di Genova Almerighi emette un mandato di cattura nei confronti di Vincenzo Cazzaniga, ex presidente dell'Unione petrolifera italiana e della filiale milanese della Esso. L'accusa è di corruzione aggravata. Dalle indagini condotte sull'imboscamento delle scorte di greggio è emersa un'opera di corruzione ai vertici dell'Enel per la programmazione di centrali a olio combustibile in luogo di impianti a energia nucleare. Nello stesso giorno si riunisce a Roma un vertice alla procura per l'esame degli atti inviati da Genova e delle risultanze delle indagini condotte dal pretore Amendola.
- 10 gennaio: il Corriere della Sera pubblica un discorso di Flaminio Piccoli pronunciato in autunno a Padova, nel quale l'esponente democristiano sdrammatizza gli annunciati pericoli che avevano preceduto la legge sul divorzio (solo 58.000 nuclei familiari si sono divisi a tutto il 1973) e fa presente che la DC, pur rifiutando il divorzio, non può impegnarsi nella relativa campagna al fianco di una forza politica che vuole sfruttare la Chiesa per propri fini, esattamente come aveva fatto il regime di cui è erede. Nello stesso giorno un articolo del settimanale cattolico Settegiorni accusa la DC di aver spianato la strada al clericalismo reazionario, messo a tacere dalle decisioni del Concilio Vaticano II sul principio della libertà religiosa. Pressato su più fronti Fanfani dichiara che solo un miracolo può evitare il referendum, confermando la chiusura della DC a qualsiasi soluzione transattiva della questione. La procura di Roma convoca l'ex presidente dell'Enel Vito Di Cagno e il ministro dell'Industria Ciriaco De Mita. Quest'ultimo, in carica dal 1973, è ascoltato ufficialmente come parte lesa. Secondo i magistrati De Mita ha dato lettura in Parlamento di dati falsificati predisposti dall'unione petrolifera, sulla base dei quali sono stati concessi gli aumenti dei carburanti. Di Cagno è invece chiamato a dare informazioni sul versamento di centinaia di milioni all'ENEL da parte di Vincenzo Cazzaniga nel 1972 per orientare la scelta verso le centrali termoelettriche a gasolio.[58]
- 11 gennaio: i tecnici del Ministero dell'Industria, riuniti con una rappresentanza dell'ENI e dell'ACI, predispongono il piano di razionamento dei carburanti da sottoporre all'esame del Governo. Sono predisposte due tessere di diverso colore, da rinnovare ogni sei mesi, per benzina e gasolio, che daranno diritto a ritirare i buoni carburante nella misura decisa a seconda delle disponibilità, con quantitativi non superiori a un dato limite per motori con più o meno di 13 cavalli fiscali.                                                                                                                                                                           Il Consiglio superiore di sanità presenta la relazione sullo stato sanitario del paese nel triennio 1968-71: l'Italia è agli ultimi posti della graduatoria europea per la mortalità infantile, con malattie legate alla povertà come l'epatite virale e il tifo. Profilassi e assistenza pubbliche sono sotto il minimo essenziale a causa della mancata applicazione della riforma sanitaria e del trasferimento delle competenze alle regioni.[59]
- 12 gennaio: la destra cattolica, non soltanto democristiana, si riunisce a Roma per festeggiare i venticinque anni della fondazione dei "Comitati Civici". Col fondatore, Luigi Gedda, prendono parte all'evento Giulio Andreotti, Franco Restivo, Mario Scelba, Oscar Luigi Scalfaro, Clelio Darida e una folta rappresentanza della nobiltà papalina esautorata da Paolo VI dopo lo scioglimento della corte pontificia. La battaglia per vincere il referendum contro il divorzio è il collante che riunisce i settori conservatori del cattolicesimo messi da parte dopo il Concilio Vaticano II.[60]
- 16-18 gennaio: direzione del PSI: i socialisti, ritenuto ormai sicuro lo svolgimento del referendum, rivendicano la disponibilità ad evitarlo, si dichiarano pronti ad affrontare la campagna a difesa della legge e chiedono che il Governo resti sull'argomento neutrale, garantendo uguale accesso agli spazi radiotelevisivi per tutte le parti in causa. Il documento finale, approvato all'unanimità, addossa alla DC ogni responsabilità per le conseguenze che potranno derivare dalla frattura che il referendum determinerà a prescindere dal risultato.[61]
- 18 gennaio: una riunione del Comitato interministeriale prezzi, che avrebbe dovuto prendere decisioni sui 21 beni di prima necessità calmierati da luglio, viene annullata all'ultimo momento in favore di una riunione tra il presidente Rumor e i ministri dell'Industria De Mita e del Bilancio Giolitti. Il cambiamento segue una presa di posizione della Confesercenti sul problema del reperimento all'ingrosso delle merci da immettere nel circuito di vendita. Secondo il presidente della confederazione nel corso dell'ultimo mese c'è stato un aumento medio del 50% dei prezzi all'ingrosso, ciò che rende sempre più problematica la vendita ai prezzi imposti dal Governo a luglio. Al termine della riunione il ministro De Mita si limita a dichiarare che al momento non ci sono decisioni sul mantenimento o la revoca del blocco.
- 21 gennaio: nelle stesse ore in cui il presidente della consulta, Francesco Paolo Bonifacio, illustra le decisioni della corte relative al divorzio e al referendum che ne richiede l'abrogazione, il socialdemocratico Luigi Preti appoggia la richiesta di Fanfani di convocare i comizi elettorali per la prima domenica utile, il 21 aprile. La richiesta viene contestata dal PCI e dal PLI perché la settimana precedente è quella di Pasqua, un periodo di particolare influenza religiosa: i due partiti chiedono che la decisione sia adottata dal Governo ascoltando tutti i pareri perché l'esecutivo ha il dovere istituzionale di evitare ogni sopruso.
- 22 gennaio: il Governo annuncia di aver predisposto il disegno di legge sull'aumento dei minimi di pensione, gli assegni familiari e l'indennità di disoccupazione concordati ad ottobre coi sindacati e previsti per il 1° gennaio. I nuovi minimi sono di 42.950 lire per i lavoratori dipendenti e di 34.800 lire per gli autonomi. Le pensioni sociali salgono a 25.850 lire, gli assegni familiari a 8.000 lire e l'indennità giornaliera di disoccupazione a 800 lire. Gli aumenti hanno validità retroattiva dal 1º gennaio.
- 23 gennaio: l'on. Giorgio Almirante è ufficialmente incriminato per il reato di ricostituzione del disciolto partito fascista.                                                      Il gruppo comunista alla Camera presenta una proposta di legge tesa a correggere il meccanismo di calcolo del quorum ai referendum. Secondo i deputati del PCI la legge approvata nel 1970 non rispetta il dettato dell'art. 75 della Costituzione, secondo il quale la consultazione è valida solo se vi partecipa la maggioranza degli aventi diritto, dal momento che non computa nel numero dei voti validamente espressi le schede bianche. Per Oscar Luigi Scalfaro il PCI intende in questo modo trasformare le schede bianche in voti favorevoli al mantenimento della legge. Intanto la corrente democristiana di Forze nuove chiede la convocazione della direzione nazionale in quanto sul referendum il segretario nazionale sta prendendo decisioni senza l'avallo degli organi statutari del partito.[62]
- 25 gennaio: il prof. Gabrio Lombardi, presidente del comitato per l'abrogazione del divorzio, sostiene in una conferenza stampa che l'impegno dei partiti nella campagna referendaria si tradurrebbe in una coartazione della volontà del corpo elettorale. Secondo Lombardi l'allargamento della campagna ad altri temi di interesse generale costringerebbe gli elettori a votare per disciplina di partito prima che per coscienza. Intanto socialisti e liberali plaudono all'iniziativa dei comunisti per il conteggio delle schede bianche nel quorum e presentano a loro volta una proposta di legge. Il portavoce della CEI, mons. Gaetano Bonicelli dichiara che sul referendum la Chiesa non farà appelli ma si limiterà a ribadire la dottrina sull'indissolubilità del matrimonio. La CEI si dichiara inoltre del tutto estranea alle iniziative oltranziste che stanno prendendo i comitati civici di Luigi Gedda.[63]
- 26-27 gennaio: con un trafiletto di poche righe, pubblicato in prima pagina, l'Unità da notizia che alcune caserme, sparse in tutta Italia, sono state messe in stato di allarme, e che in diversi reparti sarebbero in corso preparativi per fronteggiare misure di emergenza. Il ministro della Difesa, Mario Tanassi, definisce queste voci, e quella che parla di riunioni tra alti ufficiali, destituite di ogni fondamento.[64]
- 27 gennaio: il movimento cattolico di sinistra "7 novembre" si schiera ufficialmente contro l'abrogazione della legge sul divorzio. Un documento approvato a larga maggioranza sostiene che non si possono imporre i valori cattolici ai non credenti e che prima di battersi per l'indissolubilità del matrimonio occorre analizzare i motivi che portano tante unioni in crisi. Il movimento auspica la sconfitta dell'alleanza clerico-fascista di Gabrio Lombardi e Luigi Gedda con la destra democristiana e il MSI, che potrebbe liberare la chiesa e la sua gerarchia dal condizionamento delle forze reazionarie messe da parte dal Concilio.[65]
- 28 gennaio: il quotidiano il Tempo dà notizia che nella prima notte di austerity (tra il 26 e il 27 gennaio) si è svolta a Roma un'operazione di polizia che ha messo sotto controllo le residenze dei politici, il Quirinale, le Camere, la Presidenza del Consiglio, i Ministeri e le sedi della RAI. Voci ufficiose della questura, prontamente smentite dal questore, negano tali controlli. Il ministro Tanassi viene chiamato a riferire urgentemente in Parlamento. I ministri La Malfa e De Mita annunciano che il razionamento dei carburanti andrà in vigore dal 1º aprile e annunciano un ulteriore aumento di 50 lire per benzina super e normale e gasolio: l'aumento è destinato a coprire il maggior costo del greggio alla produzione.[66]
- 29 gennaio: il pretore di Genova Mario Almerighi giunge a Roma con cinquanta agenti della guardia di finanza per far perquisire gli uffici dell'Unione petrolifera italiana, di alcune sezioni del Ministero dell'Industria e di società private attive nell'importazione e nello stoccaggio del greggio. La clamorosa iniziativa ha origine dalla perquisizione della raffineria Garrone di Genova: si parla di versamenti per 15 miliardi erogati dall'unione a non meglio identificati funzionari del Ministero, che avrebbero in cambio falsificato le cifre ufficiali sulle riserve petrolifere italiane. Parlando alla commissione bilancio della Camera, il ministro Giolitti, anticipando la definizione del piano economico per il 1974, sostiene che è in corso una forte riduzione del reddito interno, dovuta principalmente a un forte squilibrio tra importazioni ed esportazioni. La crisi del petrolio e il problema dei prezzi stanno incidendo sulla produzione e si ripercuoteranno sui consumi per il problema di conciliare il mantenimento del potere d'acquisto di stipendi e salari e la contemporanea richiesta di abbassare la produzione.[67]

#### Febbraio
- 1 febbraio: il pretore Almerighi invia una comunicazione giudiziaria all'ex presidente dell'Unione petrolifera italiana e della Esso Vincenzo Cazzaniga, al momento presidente della finanziaria Bastogi. Assieme all'ex presidente della TOTAL Domenico Albonetti e al petroliere genovese Riccardo Garrone deve rispondere di corruzione aggravata verso funzionari ministeriali ed esponenti politici al momento non ancora identificati. Secondo la ricostruzione di Almerighi, i petrolieri italiani si sono tassati del 5% del fatturato e dal 1971 hanno versato oltre duecento miliardi su conti fittizi per far accettare al Parlamento dati fasulli e provocare provvedimenti a loro vantaggio. Secondo il ramo romano dell'inchiesta, guidato dal pretore Amendola, i petrolieri hanno fatto transitare le somme attraverso gli uffici della Italcasse e della Sofid, nei quali si sarebbero trovate le prove che i petrolieri hanno falsificato anche i dati degli scarichi di greggio provenienti dal medio-oriente. In attesa del vertice dei quattro partiti della maggioranza, previsto per il 5 febbraio, iniziano a circolare voci su una imminente crisi di governo a causa di forti contrasti tra socialisti e repubblicani sui provvedimenti per il caro-prezzi e gli affitti.[68]
- 4 febbraio: alla vigilia del vertice di maggioranza, il ministro dell'Industria Ciriaco De Mita chiede ufficialmente la trasmissione dei nominativi dei funzionari ministeriali coinvolti nell'inchiesta sui petrolieri, allo scopo di adottare opportuni provvedimenti di trasferimento o sospensione. Al suo rientro da una serie di incontri ufficiali nei paesi arabi, il ministro degli Esteri Aldo Moro annuncia di aver raggiunto un'intesa con l'ente petrolifero statale dell'Arabia Saudita per una fornitura tra le 20 e le 30 tonnellate annue di greggio per il triennio 1974-1977. L'accordo sarà perfezionato dall'ente petrolifero di stato.[69]
- 7 febbraio: il vertice dei partiti di maggioranza si conclude con un accordo su cinque punti: sostituzione del divieto di circolazione festivo col regime delle targhe alterne tutti i giorni; istituzione di un fondo di cento miliardi (l'ultimo aumento destinato ai petrolieri) per mantenere il calmiere dei prezzi con importazioni a buon mercato; salvaguardia del potere d'acquisto dei lavoratori; contenimento della spesa pubblica improduttiva; garanzia dei livelli occupazionali. I provvedimenti dovranno essere ratificati dal Consiglio dei ministri. Le procure di Genova e Roma chiedono la trasmissione degli atti sulle inchieste contro i petrolieri per l'individuazione dei reati che competono al tribunale.[70]
- 8 febbraio: l'ipotesi di introdurre la circolazione a targhe alterne scatena un tale putiferio di polemiche da indurre la presidenza del Consiglio e le direzioni della DC e del PSI a precisare che si tratta di un orientamento e non di una decisione, e come tale è suscettibili di ogni possibile correttivo. Il Governo assicura inoltre che entro pochi giorni saranno stabiliti i criteri di ripartizione dei cento miliardi di lire che dovevano finire nelle tasche dei petrolieri. Voci riportate dai quotidiani l'Unità e Avanti! parlano di un razionamento della carne da attuarsi con tre chiusure infrasettimanali delle macellerie. Il Governo annuncia un forte inasprimento dell'IVA sui generi voluttuari e di lusso e la proroga del blocco dei fitti fino a dicembre. Parte delle risorse saranno destinate ai servizi pubblici locali, a cominciare dal sostegno ai produttori per la costruzione di 30.000 autobus ordinati dai comuni entro cinque anni.                                                                                                                                                                                                      A Roma vengono arrestati il presidente dell'associazione panificatori e il titolare di un forno: sono accusati di aver aumentato di cento lire il prezzo delle ciriole riducendone la pezzatura.[71]
- 9 febbraio: il pretore Almerighi emette un mandato di cattura nei confronti di Vincenzo Cazzaniga (latitante negli Stati Uniti) per corruzione e associazione a delinquere. Secondo l'atto di accusa tra il 1971 e il 1974 l'ex presidente dell'Unione petrolifera italiana ha versato complessivamente un miliardo di lire ai partiti rappresentati nel consiglio di amministrazione dell'ENEL per spingere l'ente elettrico a costruire centrali ad olio combustibile. La somma sarebbe documentata da una serie di assegni sequestrati nella sede della Italcasse. A Roma il procuratore capo e due sostituti stanno intanto esaminando gli atti delle inchieste seguite a Roma da Amendola e a Genova da Almerighi. Dall'esame viene deciso di interrogare il ministro De Mita e l'ex presidente dell'ENEL Di Cagno.[72]
- 13 febbraio: la procura di Roma invia 35 comunicazioni giudiziarie ai membri del consiglio di amministrazione dell'ENEL e ai segretari amministrativi dei partiti di maggioranza in carica nel 1971, Filippo Micheli per la DC, Michele Magno per il PSDI e Mario Talamona per il PSI. Per il PRI, che non ha per statuto un segretario amministrativo, non si esclude l'incriminazione del segretario nazionale dell'epoca, Ugo La Malfa.
- 14 febbraio: i tecnici del Ministero dell'Industria rendono noto il piano di razionamento dei carburanti: vengono previste due ipotesi, 50 litri al mese per singolo automobilista, o un regime di doppio mercato a prezzo calmierato per la quota assegnata, a prezzo corrente per i successivi rifornimenti. L'ultima parola spetta al Governo.
- 15 febbraio: Antonio Baslini e Loris Fortuna, artefici dell'istituzione del divorzio in Italia, fondano il comitato nazionale per il NO al referendum abrogativo, che diventa ben presto il punto di riferimento dei partiti divorzisti e del dissenso cattolico favorevole alla legge.                                                                                                                                                                                                  Le due inchieste sullo scandalo dei petroli condotte a Genova e a Roma sono unificate dalla procura della Capitale. L'ipotesi di reato di peculato nei confronti dell'ENEL rende infatti competente il tribunale. Si indaga sulla gestione del periodo marzo-ottobre 1972 di grosse società del settore, tra le quali Texaco, Esso, Fina, Chevron, Total, Agip e Shell. La magistratura deve ricostruire gli organici di tutte queste società in carica al momento dei fatti. A seguito del dilagare inarrestabile dello scandalo petrolifero tra i partiti si comincia a discutere dell'opportunità di istituire un finanziamento a carico dello Stato delle attività politiche.                      Si chiude a Roma il convegno diocesano “La responsabilità dei cristiani di fronte alle attese di carità e giustizia nella diocesi di Roma”, voluto dal cardinale vicario Ugo Poletti col sostegno di Paolo VI e passato alla storia come il convegno sui mali di Roma. Cinquemila persone discutono per tre giorni nella basilica di San Giovanni su 320 documenti elaborati da parroci, comunità del dissenso, associazioni laiche e religiose, sindacalisti e uomini politici. Dall'assise sale una forte denuncia sullo sviluppo "inumano" della città e sulle colpe delle correnti di centro e destra della Democrazia cristiana, che la governa ininterrottamente dal 1946. Poletti si appella al dialogo con tutte le componenti della società, senza il timore del pluralismo, e critica quei cristiani che, pur definendosi tali, appoggiano l'affarismo senza scrupoli e la speculazione edilizia a danno delle fasce più deboli della popolazione.[73]
- 16 febbraio: oltre duecento cattolici provenienti dalla politica, dalla cultura e dal mondo del lavoro sottoscrivono un documento contro l'abrogazione della legge sul divorzio. I firmatari affermano che non si può impedire lo scioglimento di unioni già fallite ed esprimono forti preoccupazioni per i rischi politici derivanti dalla vittoria abrogazionista. Tra i firmatari Valerio Onida, Franco Bassanini, Tiziano Treu, Ruggero Orfei, Pierre Carniti.

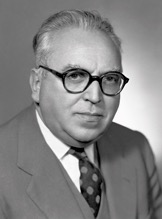
Silvio Gava

- 19 febbraio: l'inchiesta sullo scandalo dei petroli si allarga alla politica. La procura di Roma invia alla Camera gli atti dell'inchiesta relativi all'operato di componenti del Governo nominati sotto pseudonimo. L'accusa è di interesse privato in atti d'ufficio, corruzione e falso ideologico. Secondo il settimanale Il Mondo ad essere deferiti alla commissione Inquirente sono Giulio Andreotti, Silvio Gava e Mauro Ferri. Secondo la procura, la centrale della corruzione è il Ministero dell'Industria, che fa da tramite tra le necessità finanziarie dei partiti e i versamenti dei petrolieri.                                                                       Il Consiglio dei ministri, basandosi sulle indicazioni del Comitato interministeriale prezzi, approva diversi aumenti nei prezzi. La benzina super aumenta da 200 a 260 lire, la normale da 190 a 247 lire (21 all'erario, 39 ai petrolieri), l'olio combustibile sale da 20 a 35 lire, il gasolio per riscaldamento da 46 a 70 lire (intero gettito ai petrolieri). Aumentano anche sei dei ventuno prodotti calmierati da luglio: +10 lire per lo zucchero, +250 per l'olio di oliva, +150 per l'olio di semi, +100 e +150 a seconda della qualità per i formaggi. L'affrancatura delle cartoline passa da 25 a 40 lire (abolito il limite delle cinque parole), aumentano di cento lire le spedizioni espresse. Viene abolito il divieto di circolazione nei festivi in favore di un sistema di targhe alterne: una domenica le pari, una le dispari. Dal 1º maggio entrerà in vigore il razionamento dei carburanti a doppio mercato: vecchio prezzo per i primi cinquanta litri, nuovo prezzo per ogni litro in più.[74]
- 21 febbraio: mentre il Governo quantifica nel 2,8% l'aumento del costo della vita degli italiani dopo gli ultimi aumenti, la Guardia di finanza, indagando su denuncia di un sindacato, scopre nei depositi della Società italiana olii e risi di Porto Marghera diverse tonnellate di olio di semi e di oliva occultate allo Stato, sia greggio che raffinato. Trovati anche sette quintali di farina.[75]
- 23 febbraio: la procura di Roma inoltra richiesta di autorizzazione a procedere nei confronti dei segretari amministrativi di DC, PSI, PSDI e PRI in carica tra il marzo e l'ottobre 1972.                                                                                                                                 Il Governo annuncia che sono allo studio ulteriori aumenti per elettricità, ferrovie, alimentari, latte, pollame e vino.                                                                                                                                 Contraddicendo le dichiarazioni rilasciate dal suo portavoce, la CEI fa sapere che sul tema del referendum si appellerà alla coscienza religiosa del popolo italiano e farà di tutto per combattere la piaga sociale del divorzio. Per i credenti votare contro la legge è un dovere prima che un diritto. L'on. Loris Fortuna contesta che la notificazione rientri nell'esercizio del magistero e ministero pastorale dei vescovi e richiama la norma concordataria che vieta agli ecclesiastici qualsiasi ingerenza nei poteri civili. Per i socialisti si dovrebbe cominciare a prendere in considerazione l'idea di abrogare le singole norme del concordato che la gerarchia viola ripetutamente.[76]
- 27 febbraio: il presidente del Consiglio ammette che sta montando una forte sfiducia della pubblica opinione nell'esecutivo, e che anche all'interno della maggioranza si sta soffiando sul fuoco della crisi. Rumor difende l'operato del Governo e confida che il tempo darà ragione alle scelte impopolari che è stato costretto a compiere. Per il referendum si voterà il 12 maggio.[77]
- 28 febbraio-2 marzo: il ministro del Tesoro Ugo La Malfa rassegna le dimissioni, giustificandole con forti contrasti sulle linee della politica economica. Di li a poche ore il partito repubblicano ritira tutta la sua rappresentanza e l'appoggio al Governo. Causa l'indisponibilità dei socialisti a soluzioni diverse, Rumor sale al Quirinale[78] e rassegna le dimissioni portando con sé, per la firma del presidente, il decreto che fissa il referendum a domenica 12 maggio.[79]